# Dan Janvey
Dan Janvey (* Januar 1984) ist ein Filmproduzent, der sich hauptsächlich auf Kurzfilme konzentriert und 2013 für einen Oscar nominiert wurde.

## Leben
Im Jahr 2005 trat Dan Janvey als Produzent für Kurzfilme in Erscheinung. 2012 war er als Produzent des Dokumentarfilms Tchoupitoulas verantwortlich. Im selben Jahr war er mit Michael Gottwald und Josh Penn als Produzent des Fantasy-Dramas Beasts of the Southern Wild verantwortlich. Dieser erhielt bei der Oscarverleihung 2013 eine Nominierung in der Kategorie Bester Film. Der Film, welcher bereits einen AFI Award als Bester Film des Jahres erhielt, war gleichzeitig das Regiedebüt von Benh Zeitlin, der zweimal eine Nominierung bei den Academy Awards erhielt. Im Sommer 2021 wurde Janvey Mitglied der Academy of Motion Picture Arts and Sciences.

## Filmografie
- 2005: Egg (Kurzfilm)
- 2005: Kinetoscope (Kurzfilm)
- 2007: Death to the Tinman (Kurzfilm)
- 2008: Glory at Sea (Kurzfilm)
- 2012: Tchoupitoulas (Dokumentarfilm)
- 2012: Beasts of the Southern Wild
- 2012: A Chjàna (Kurzfilm)
- 2017: Patti Cake$ – Queen of Rap (Patti Cake$)
- 2020: Wendy
- 2020: Nomadland
- 2022: A Love Song
- 2023: Janet Planet
- 2025: Rebuilding